# 中興駅 (遼寧省)
中興駅（ちゅうきょうえき）は中華人民共和国遼寧省丹東市鳳城市にある、中国鉄路総公司（CR）瀋丹線乙線の駅。1943年に開業。瀋陽駅から200km、丹東駅から70kmの位置にある。瀋陽鉄道局所属の四等駅に設定されている。

## 駅周辺
- 草河

## 隣の駅
中国国鉄
瀋丹線（乙線）
長虹駅 - 中興駅 - 鳳凰城駅